# Tatoft
Tatoft (franska: Tatoft (CR), Tatoft (Commune Rurale), arabiska: بني مكادة (المقاطعة)) är en kommun i Marocko.   Den ligger i provinsen Larache och regionen Tanger-Tétouan-Al Hoceïma, i den norra delen av landet, 150 km nordost om huvudstaden Rabat. Antalet invånare är 11 005.